# Krstov Dol
Krstov Dol es un pueblo ubicado en el municipio de Kriva Palanka, en Macedonia del Norte.

## Superficie
Posee una superficie de 6,629 kilómetros cuadrados.

## Demografía
Hasta 2021 la población era de 37 habitantes, con una densidad de población de 5,581 habitantes por kilómetro cuadrado.